# 阿伊西里茨-卡穆-叙阿斯特
阿伊西里茨-卡穆-叙阿斯特（法語：Aïcirits-Camou-Suhast，法語發音：[a.isiʁits kamu sy.ast]）是法国大西洋比利牛斯省的一个市镇，位于该省中部偏西，属于巴约讷区。

## 历史
该市镇于1972年由原市镇阿伊西里茨（Aïcirits）和卡穆米克斯-叙阿斯特（Camou-Mixe-Suhast）合并而成，后者则是于1842年由原市镇卡穆米克斯（Camou-Mixe）和叙阿斯特（Suhast）合并而成。

## 地理
阿伊西里茨-卡穆-叙阿斯特（43°20'12.9"N, 1°1'24.4"W）面积9.5 平方千米，位于法国新阿基坦大区大西洋比利牛斯省，该省份为法国东南部省份，涵盖了贝阿恩与北巴斯克，西临大西洋比斯開灣，北至朗德省，东北接热尔省，东临上比利牛斯省，南与西班牙接壤。

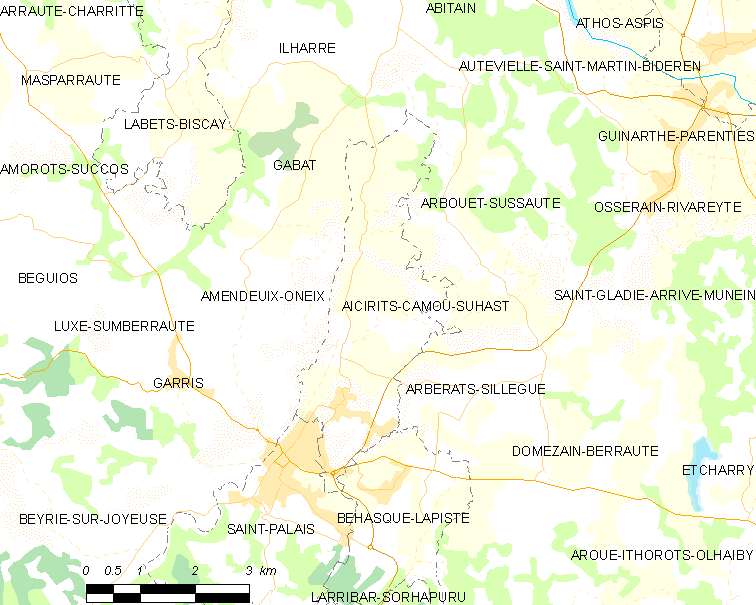
阿伊西里茨-卡穆-叙阿斯特的OSM定位图

与阿伊西里茨-卡穆-叙阿斯特接壤的市镇（或旧市镇、城区）包括：阿芒德什-奥内什、阿尔贝拉茨-锡莱格、阿尔布埃特-叙索特、贝阿斯克-拉皮斯特、加巴、圣帕莱。
阿伊西里茨-卡穆-叙阿斯特的时区为UTC+01:00、UTC+02:00（夏令时）。

## 行政
阿伊西里茨-卡穆-叙阿斯特的邮政编码为64120，INSEE市镇编码为64010。

## 政治
阿伊西里茨-卡穆-叙阿斯特所属的省级选区为比达什地区-阿米库塞-奥斯蒂巴尔县。

## 人口
阿伊西里茨-卡穆-叙阿斯特于2022年1月1日时的人口数量为695人。

1962-2008年间阿伊西里茨-卡穆-叙阿斯特人口变化图示